# Islote Sucre
El Islote Sucre, también conocido como Johnny Cay, es un pequeño cayo colombiano en el Mar Caribe o mar de las Antillas perteneciente al Archipiélago de San Andrés, Providencia y Santa Catalina.

## Descripción
Se encuentra a aproximadamente 1,5 km al norte de la isla de San Andrés, la mayor del archipiélago. Posee una superficie total de 49.411 m² (4,94 hectáreas), convirtiendo a Johnny Cay en el mayor de los cayos que rodean a San Andrés.
El clima es estable todo el año, oscilando alrededor de los 27 °C, pero corren brisas frescas durante todo el año. Existen cocoteros y playas de arena blanca. Se puede llegar por vía marítima usando lanchas que parten de la vecina San Andrés, el turismo es la principal actividad económica.